# 刘明侦
刘明侦（1990年5月—），女，汉族，重庆人，中国光伏光电专家，无党派人士，中国科学技术协会第十届全国委员会常务委员会委员，电子科技大学材料与能源学院副院长。四川省妇联十三届执行委员会委员兼职副主席。

## 生平
2011年7月毕业于英国布里斯托大学电子电气工程专业，获学士学位。
2011年10月至2012年7月就读于英国剑桥大学工业系统制造及管理工程专业，获硕士学位。
2012年9月至2015年3月就读于英国牛津大学光电光伏研发中心，获博士学位。
2015年10月，开始进入电子科技大学微固学院工作。
2018年1月起，担任电子科技大学材料与能源学院副院长。
2018年3月，当选四川省妇联十三届执行委员会委员兼职副主席。
2021年5月，当选中国科学技术协会第十届全国委员会常务委员会委员。

## 荣誉
2012年参与的以KTV模式经营厨房的商业项目获得全英创业大赛金奖。
2018年5月2日，获得第22届“中国青年五四奖章”。